# Harvey G. Cragon
Harvey G. Cragon (Ruston (Luisiana), 1929) é um cientista da computação estadunidense.
É professor adjunto da Universidade do Texas em Austin e professor emérito da Universidade do Texas em Austin.